# Eustrophopsis striatus
Eustrophopsis striatus là một loài bọ cánh cứng trong họ Tetratomidae. Loài này được Seidlitz miêu tả khoa học đầu tiên năm 1898.